# تخلق مشبكي
التخلق المشبكي هو تشكل المشابك بين العصبونات في الجهاز العصبي. رغم أنه يحدث طوال فترة حياة الشخص السليم، إلا أنه يحدث انفجار من التشكل المشبكي خلال مراحل تطور الدماغ المبكرة، ويُعرف هذا بالتخلق المشبكي المتدفق. يكون التخلق المشبكي هامًا بشكل خاص في الفترة الحرجة للفرد، إذ توجد فيها درجة معينة من التقليم المشبكي، يعود هذا إلى التنافس على عوامل النمو العصبية من قبل العصبونات والمشابك. تفشل العمليات التي لا تُستخدم أو تُثبط خلال الفترة الحرجة في التطور بشكل طبيعي، في وقت لاحق من الحياة.

## تشكل الموصل العصبي العضلي

### اِلوظيفة
يعد الموصل العصبي العضلي (إن إم جي) المشبك الأبرز، إذ يوفر بنيةً بسيطةً وسهلة الوصول، تتيح التلاعب والملاحظة بشكل سهل. يربط المشبك ذاته ثلاث خلايا: العصبون الحركي، والليف العضلي وخلية شوان. في المشبك الوظيفي الطبيعي، تؤدي الإشارة إلى زوال استقطاب العصبون الحركي، عبر تحرير الناقل العصبي الأكسيتوسين (إيه سي إتش). ينتقل الأكسيتوسين عبر الشق المشبكي حيث يصل إلى مستقبلات الأكسيتوسين (إيه سي إتش آر) على الغشاء الخلوي لليف العضلي، «غشاء الليف العضلي». عندما تفتح مستقبلات الأكسيتوسين القنوات الأيونية، يزول استقطاب الغشاء، ما يسبب انقباض العضلات. يُغطى كامل المشبك بغمد النخاعين الذي توفره خلية شوان، من أجل عزل وتغليف الموصل. تمثل الخلايا النجمية جزءًا مهمًا آخرًا من الجهازين العصبي العضلي والعصبي المركزي. اعتُقد في الأصل أن وظيفتها الوحيدة دعم العصبونات، لكنها تلعب دورًا مهمًا في اللدونة المشبكية الوظيفية.

### أصل الخلايا وحركتها
خلال تطورها، تنشأ كل من أنواع الطبقات المنتشة الثلاث للخلايا من مناطق مختلفة عند نمو الجنين. تتطور الأرومة العضلية الفردية من الأديم المتوسط وتندمج لتشكل أرومة عضلية متعددة النوى. أثناء تشكل الأرومة العضلية أو بعد تشكلها بفترة قصيرة، تكوّن العصبونات الحركية من الأنبوب العصبي اتصالات أولية مع الأرومة العضلية. تتكون خلايا شوان من العرف العصبي وتقودها المحاور العصبية إلى وجهتها. عند وصولها إليها، تشكل هذه الخلايا غطاءً لانخاعينيًا رخوًا على المحاور العصبية المعصّبة. تُوجّه حركة المحاور العصبية (وبالتالي خلايا شوان) بواسطة مخروط النمو، وهو إسقاط خيطي للمحوار الذي يبحث بفعالية عن المغذيات العصبية المحررة من قبل الأرومة العضلية.
يشير النمط المحدد لتطور المشابك في الموصل العصبي العضلي إلى أن غالبية العضلات تُعصب في نقاط في المنتصف. على الرغم من كون المحاور العصبية تستهدف منتصف الليف العضلي تحديدًا كما قد يبدو، لكن هنالك عوامل عديدة تكشف أن هذا الادعاء مغلوظ. يبدو أنه بعد الاتصال المحواري الأولي، يواصل النبيب العضلي المتشكل حديثًا النمو بشكل متماثل من نقطة التعصيب تلك. وبالاقتران مع حقيقة أن كثافة مستقبلات الأكسيتوسين تُعتبر نتيجةً من نتائج الاتصال المحواري وليست سببًا له، يمكن أن تُعزى الأنماط البنيوية للألياف العضلية إلى كل من نمو العضل التمددي بالإضافة إلى التعصيب المحواري.
يوّلد الاتصال الأولي بين العصبون الحركي والنبيب العضلي انتقالًا مشبكيًا على الفور تقريبًا، ولكن تكون الإشارة ضعيفةً جدًا. يوجد دليل على أن خلايا شوان قد تسهل هذه الإشارات الأولية عن طريق الزيادة في كمية تحرير الناقلات العصبية العفوي من خلال إشارات جزيئية صغيرة. بعد أسبوع تقريبًا، يتشكل مشبك وظيفي كامل بعد عدة أنواع من التمايز، الذي يحدث في كل من الخلية العضلية قبل المشبكية والعصبون الحركي قبل المشبكي. يتميز المحوار العصبي بأنه ذو أهمية جوهرية، ويعود ذلك إلى الميل الكبير في المحاور العصبية الجديدة اللاحقة إلى تشكيل اتصالات مع المشابك العصبية المستقرة.